# Alexandru Păun
Adrian Constantin Alexandru Păun (Drăgășani, 1 de abril de 1995), más conocido como Alexandru Păun, es un futbolista rumano que juega de centrocampista en el CFR Cluj de la Liga I.

## Selección nacional
Păun fue internacional sub-17, sub-19 y sub-21 con la selección de fútbol de Rumania.
El 30 de agosto de 2019 fue convocado por primera vez con la selección absoluta para los partidos de clasificación para la Eurocopa 2020 frente a España y Malta, sin llegar a debutar en ninguno de los dos encuentros. Su debut se acabó produciendo casi dos años después, el 6 de junio de 2021, en un amistoso ante Inglaterra que perdieron por 1-0.

## Clubes
| Club                        | País    | Año       |
| --------------------------- | ------- | --------- |
| CFR Cluj                    | Rumania | 2013-2022 |
| Hapoel Be'er Sheva (cedido) | Israel  | 2022-2023 |
| Hapoel Be'er Sheva          | Israel  | 2023-2024 |
| Bnei Sakhnin F. C. (cedido) | Israel  | 2023-2024 |
| CFR Cluj                    | Rumania | 2024-     |

## Palmarés

### Títulos nacionales
| Título               | Club     | País    | Año  |
| -------------------- | -------- | ------- | ---- |
| Copa de Rumania      | CFR Cluj | Rumania | 2016 |
| Liga I               | CFR Cluj | Rumania | 2018 |
| Supercopa de Rumania | CFR Cluj | Rumania | 2018 |
| Liga I               | CFR Cluj | Rumania | 2019 |
| Liga I               | CFR Cluj | Rumania | 2020 |
| Supercopa de Rumania | CFR Cluj | Rumania | 2020 |
| Liga I               | CFR Cluj | Rumania | 2021 |
| Liga I               | CFR Cluj | Rumania | 2022 |
| Copa de Rumania      | CFR Cluj | Rumania | 2025 |